# Skrzydłowarg strunowy
Skrzydłowarg strunowy (Pterinochilus chordatus) – gatunek pająka z rodziny ptasznikowatych. Zamieszkuje Afrykę Wschodnią.

## Taksonomia
Gatunek ten opisany został po raz pierwszy w 1873 roku przez Carla E.A. Gerstäckera pod nazwą Harpactira chordata jako miejsce typowe wskazując przypuszczalnie kenijską Tavetę. W 1881 roku Pietro Pavesi uznał ów nazwę za synonim Harpactira elevata. Embrik Strand opisał go w 1906 roku niezależnie pod nazwami Pterinochilus raptor (z Somalii) i Pterinochilus widenmanni (z Tanazanii), a w 1907 roku gatunek opisany przez Gerstäckera przeniósł do synonimów Pterinochilus constrictus. W 2002 roku Richard C. Gallon dokonał rewizji rodzaju Pterinochilus, przywracając epitet nadany przez Gerstäckera i jako pierwszy podając używaną współcześnie kombinację.

## Morfologia
Samce osiągają od 21,9 do 36 mm długości ciała przy prosomie długości od 9,8 do 17,4 mm i szerokości od 7,7 do 13,9 mm. Samice natomiast osiągają od 38,9 do 54,4 mm długości ciała przy prosomie długości od 18,4 do 22,4 mm i szerokości od 14,2 do 19,1 mm.
Karapaks jest u samca niski, ubarwiony szaro lub czarno z metalicznie złotymi krawędziami i pasami rozchodzącymi się promieniście. U samicy jest wysklepiony w części głowowej, ubarwiony szaro lub czarno z ciemną maską wokół wzgórka ocznego oraz z rozchodzącymi się promieniście złocistymi paskami. Jamka karapaksu ma postać poprzecznej szczeliny. Szczękoczułki są szare lub czarne, u samców mają od 9 do 12, a u samic od 11 do 24 zębów na przedniej krawędzi bruzdy. Na tylno-bocznej powierzchni szczękoczułka leży duża skopula z dobrze wykształconych szczecinek pierzastych o funkcji strydulacyjnej, współpracująca z niepodzieloną skopulą podobnych szczecinek na przednio-bocznej powierzchni krętarza nogogłaszczka; u dużych okazów pierzaste szczecinki występować mogą jeszcze w nasadowej części przednio-bocznej powierzchni uda nogogłaszczka. Kuspuli na wardze dolnej jest 50–60, podczas gdy na szczękach około setki. W przeciwieństwie do podobnego skrzydłowarga myszowatego w odsiebnej części przednio-bocznej krawędzi szczęki brak jest szeregu grubych szczecin. Kolor sternum i bioder jest ciemnoszary do czarnego. Barwa nogogłaszczków i odnóży jest szara lub czarna z bladożółtymi stawami, u samca ponadto z metalicznie złotymi krętarzami. Wszystkie pary stóp oraz nadstopia pary od pierwszej do trzeciej mają pełne skopule, natomiast na nadstopiach pary ostatniej skopule podzielone są wzdłużnym pasmem usztywnionych szczecinek. U samca goleń odnóża pierwszej pary ma hak w postaci przysadzistej apofizy prowentralnej dystalnej, zaopatrzonej w mocny, zakrzywiony, brzuszno-bocznie sterczący megakolec. Nadstopie pierwszej pary samca jest u małych okazów słabo, a u dużych mocniej zakrzywione, natomiast uda pary trzeciej zawsze są powiększone.
Opistosoma (odwłok) ma u samicy na szarym lub czarnym tle ciemny wzór z kropek, pasków i siateczkowania, u samca zaś wzór ten jest słabo widoczny i zawsze bez siateczkowania. Spód opistosomy jest szary do czarnego. Tylna krawędź skutum epigastrycznego ma pośrodkowy szereg krótkich, prostych szczecin o jednakowych wymiarach. Tylna para kądziołków przędnych ma palcowate człony wierzchołkowe.
Nogogłaszczki samca dysponują gruszkowatym bulbusem z grubym, zakrzywionym, pozbawionym kilów, na szczycie zaostrzonym i zagiętym embolusem. Genitalia samicy zawierają jedną parę spermatek o szerokiej podstawie i spłaszczonym, zaokrąglonym tyle, pozbawionym wyodrębnionego płata końcowego.

## Ekologia i występowanie
Pająk ten zasiedla trawiaste tereny otwarte, od poziomu morza do wysokości 2100 m n.p.m. Bytuje w wyściełanych oprzędem norkach.
Gatunek afrotropikalny, podawany z Sudanu Południowego, Somalii, Etiopii, Ugandy, Kenii i Tanzanii. 